# Beth Shapiro

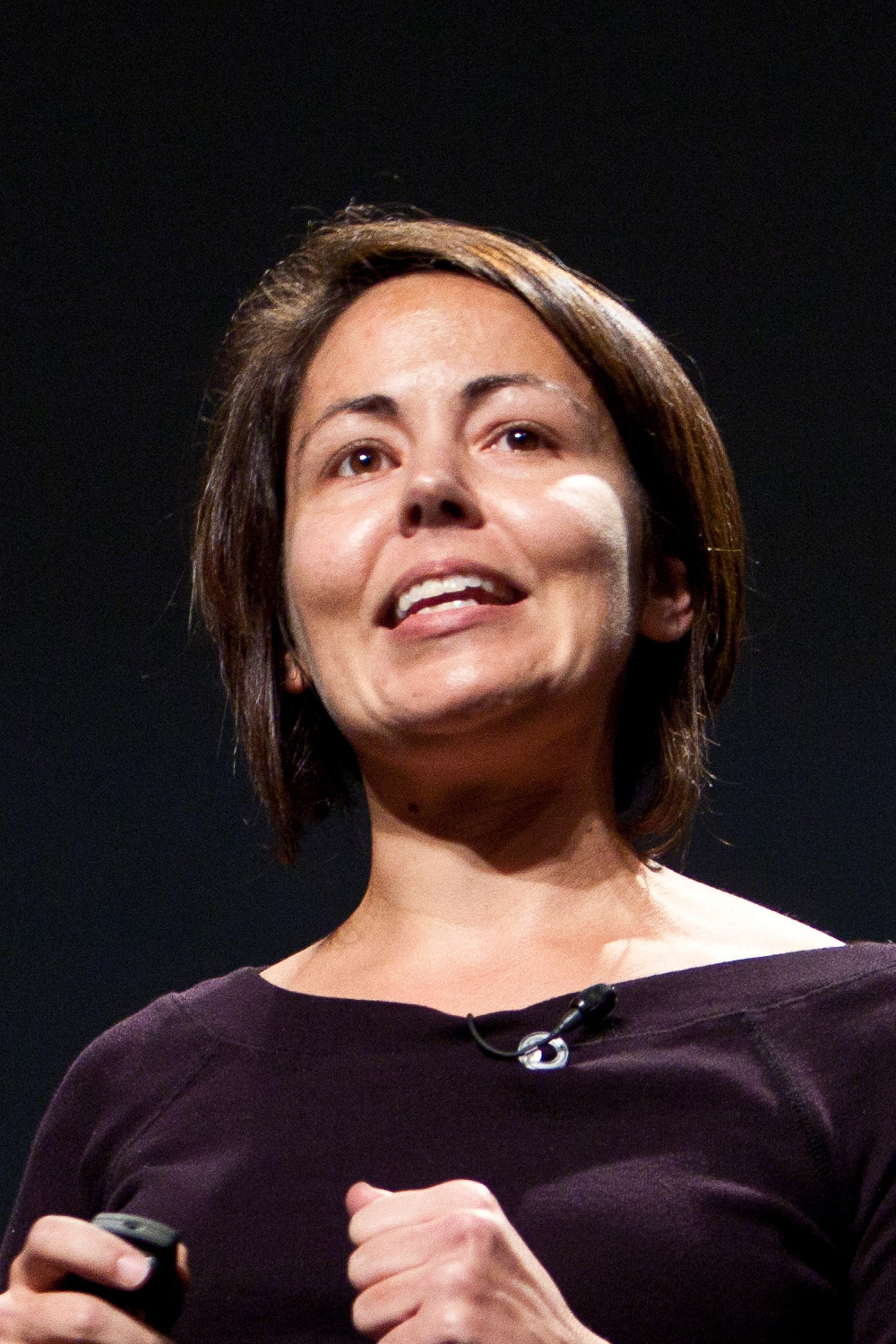
Beth Shapiro, 2010

Beth Alison Shapiro (* 14. Januar 1976 in Allentown, Pennsylvania) ist eine US-amerikanische Evolutionsbiologin. Sie ist Professorin für Ökologie und Evolutionsbiologie an der University of California in Santa Cruz.

## Leben und Karriere
Shapiro wuchs in der Stadt Rome im US-Bundesstaat Georgia auf. Nach dem Highschoolabschluss studierte sie Mandarin, Spanisch, Englische Literatur sowie Geologie an der University of Georgia, bevor sie 1994 zum Studienfach Ökologie wechselte. Im Jahre 1999 schloss sie ihr Masterstudium summa cum laude ab und gewann im selben Jahr ein Rhodes-Stipendium. Anschließend ging sie an die Universität Oxford, wo sie 2003 promoviert wurde und sich als Spezialistin auf den Forschungsgebieten alter DNA und Paläogenetik hervortat. 
Von 2004 bis 2007 war Shapiro Direktorin des „Henry Wellcome Ancient Biomolecules Centre“ und parallel dazu bis 2006 Wellcome Trust und Royal Society Research Fellow des „Department of Zoology“ der Oxford-Universität. 2007 wurde sie Assistant Professor an der University of Pennsylvania und 2009 MacArthur Fellow. Seit 2012 bekleidet sie ihre Stelle als Professorin an der University of California, Santa Cruz.
2023 wurde Shapiro in die American Academy of Arts and Sciences gewählt, 2025 zum Mitglied der National Academy of Sciences.

## Forschung
Neben Shapiros DNA-Studien von Mammuts, die in Beringia gefunden worden waren, erregte vor allem die Extraktion von DNA-Fragmenten des Dodos wissenschaftliches Aufsehen und auch öffentliches Interesse. Ihr und ihrem Forschungsteam war es im Rahmen eines Projektes von 2000 bis 2002 erstmals gelungen, aus den Klauen-Knochen eines 300 Jahre alten Exemplars aus den Beständen des Naturhistorischen Museums der Oxford-Universität winzige Stücke mitochondrialer DNA zu isolieren. Der DNA-Vergleich zeigte eine enge Verwandtschaft zu dem ebenfalls ausgestorbenen Rodrigues-Solitär und der heute noch lebenden ostasiatischen flugfähigen Kragentaube (Caloenas nicobarica).
Des Weiteren war Shapiro an der Entwicklung biostatistischer Verfahren beteiligt, die die Populationsdynamik ausgestorbener oder gefährdeter Tierarten aus den Gensequenzen von Proben rekonstruieren. Diese Methode fand zum Beispiel bei den Genomen von Eisbären Anwendung, um herauszufinden, wie in der Vergangenheit Umwelteinflüsse auf deren Population wirkten.
Ende Januar 2023 gab das Unternehmen Colossal Biosciences bekannt, den Dodo „wiederbeleben“ zu wollen. Shapiro übernahm dabei die Leitung des Forschungsteams, das dieses Unterfangen möglich machen soll.

## Schriften (Auswahl)
- mit Michael Hofreiter (Hrsg.): Ancient DNA. Methods and Protocols. New York/Heidelberg: Humana Press, 2012.
- How to Clone a Mammoth. The Science of De-Extincton. Princeton: Princeton University Press, 2015.
- Life as We Made It. How 50,000 years of human innovation refined – and redefined – nature. London: Oneworld Publications, 2021.